# Jonathan Huberdeau
Jonathan Huberdeau (* 4. červen 1993, Saint-Jérôme, Québec, Kanada) je kanadský hokejový útočník hrající za klub Calgary Flames v NHL. Byl draftován týmem Florida Panthers z celkové 3.pozice v vstupním draftu NHL 2011. Ve své první sezóně NHL získal Calder Memorial Trophy, která je udělována nejlepšímu nováčkovi soutěže.

## Ocenění a úspěchy
- 2011 CHL – All-Star Tým Memorial Cupu
- 2011 CHL – Stafford Smythe Memorial Trophy
- 2011 CHL – Top Prospects Game
- 2011 QMJHL – Nejlepší hráč v pobytu na ledě (+/-)
- 2011 QMJHL – První All-Star Tým
- 2011 QMJHL – Nejlepší střelec v playoff
- 2011 QMJHL – Guy Lafleur Trophy
- 2012 QMJHL – Nejlepší hráč v pobytu na ledě (+/-)
- 2012 QMJHL – Druhý All-Star Tým
- 2012 QMJHL – Paul Dumont Trophy
- 2013 NHL – All-Rookie Tým
- 2013 NHL – Nováček února 2013
- 2013 NHL – Calder Memorial Trophy
- 2020 NHL – All-Star Game
- 2021 NHL – Druhý All-Star Tým
- 2022 NHL – All-Star Game
- 2022 NHL – Druhý All-Star Tým
- 2022 NHL – Nejlepší nahrávač

## Prvenství
- Debut v NHL – 19. ledna 2013 (Florida Panthers proti Carolina Hurricanes)
- První gól v NHL – 19. ledna 2013 (Florida Panthers proti Carolina Hurricanes, kanadskému brankáři Cam Ward)
- První asistence v NHL – 19. ledna 2013 (Florida Panthers proti Carolina Hurricanes)
- První hattrick v NHL – 4. února 2021 (Florida Panthers proti Nashville Predators)

## Klubová statistika
| Sezóna      | Klub                | Soutěž      |     | Základní část | Základní část | Základní část | Základní část | Základní část |    | Play off | Play off | Play off | Play off | Play off |
| Sezóna      | Klub                | Soutěž      | Z   | G             | A             | B             | TM            | Z             | G  | A        | B        | TM       |          |          |
| 2009/2010   | Saint John Sea Dogs | QMJHL       | 61  | 15            | 20            | 35            | 43            | 21            | 11 | 7        | 18       | 22       |          |          |
| 2010/2011   | Saint John Sea Dogs | QMJHL       | 67  | 43            | 62            | 105           | 88            | 19            | 16 | 14       | 30       | 16       |          |          |
| 2011/2012   | Saint John Sea Dogs | QMJHL       | 37  | 30            | 42            | 72            | 50            | 15            | 10 | 11       | 21       | 18       |          |          |
| 2012/2013   | Saint John Sea Dogs | QMJHL       | 30  | 16            | 29            | 45            | 48            | —             | —  | —        | —        | —        |          |          |
| 2012/2013   | Florida Panthers    | NHL         | 48  | 14            | 17            | 31            | 18            | —             | —  | —        | —        | —        |          |          |
| 2013/2014   | Florida Panthers    | NHL         | 69  | 9             | 19            | 28            | 37            | —             | —  | —        | —        | —        |          |          |
| 2014/2015   | Florida Panthers    | NHL         | 79  | 15            | 39            | 54            | 38            | —             | —  | —        | —        | —        |          |          |
| 2015/2016   | Florida Panthers    | NHL         | 76  | 20            | 39            | 59            | 43            | 6             | 1  | 2        | 3        | 10       |          |          |
| 2016/2017   | Florida Panthers    | NHL         | 31  | 10            | 16            | 26            | 13            | —             | —  | —        | —        | —        |          |          |
| 2017/2018   | Florida Panthers    | NHL         | 82  | 27            | 42            | 69            | 32            | —             | —  | —        | —        | —        |          |          |
| 2018/2019   | Florida Panthers    | NHL         | 82  | 30            | 62            | 92            | 40            | —             | —  | —        | —        | —        |          |          |
| 2019/2020   | Florida Panthers    | NHL         | 69  | 23            | 55            | 78            | 30            | 4             | 1  | 2        | 3        | 2        |          |          |
| 2020/2021   | Florida Panthers    | NHL         | 55  | 20            | 41            | 61            | 36            | 6             | 2  | 8        | 10       | 4        |          |          |
| 2021/2022   | Florida Panthers    | NHL         | 80  | 30            | 85            | 115           | 54            | 10            | 1  | 4        | 5        | 4        |          |          |
| 2022/2023   | Calgary Flames      | NHL         | 79  | 15            | 40            | 55            | 36            | —             | —  | —        | —        | —        |          |          |
| 2023/2024   | Calgary Flames      | NHL         | 81  | 12            | 40            | 52            | 49            | —             | —  | —        | —        | —        |          |          |
| 2024/2025   | Calgary Flames      | NHL         | 81  | 28            | 34            | 62            | 34            | —             | —  | —        | —        | —        |          |          |
| NHL celkově | NHL celkově         | NHL celkově | 912 | 253           | 529           | 782           | 460           | 26            | 5  | 16       | 21       | 20       |          |          |

## Reprezentace
| Rok             | Tým             | Soutěž          | Z  | G | A  | B  | TM |  |
| --------------- | --------------- | --------------- | -- | - | -- | -- | -- |  |
| 2008            | Kanada          | WHC-17          | 5  | 2 | 1  | 3  | 4  |  |
| 2012            | Kanada 20       | MSJ             | 6  | 1 | 8  | 9  | 16 |  |
| 2013            | Kanada 20       | MSJ             | 6  | 3 | 6  | 9  | 4  |  |
| 2014            | Kanada          | MS              | 8  | 1 | 4  | 5  | 2  |  |
| Junioři celkově | Junioři celkově | Junioři celkově | 17 | 6 | 15 | 21 | 24 |  |
| Senioři celkově | Senioři celkově | Senioři celkově | 8  | 1 | 4  | 5  | 2  |  |